# Třída Barham
Třída Barham byla třída chráněných křižníků třetí třídy britského královského námořnictva. Celkem byly postaveny dvě jednotky této třídy. Ve službě byly od roku 1890. Po vyřazení byly sešrotovány.

## Stavba
Křižníky představovaly vylepšenou verzi třídy Barracouta se zvýšenou rychlostí. Od třídy Barracouta převzaly výzbroj a pancéřování, ale v prodlouženém trupu byl umístěn výkonnější pohonný systém. Celkem byly v letech 1888–1891 postaveny dvě jednotky této třídy.
Jednotky třídy Barham:
| Jméno   | Loděnice            | Založení kýlu  | Spuštěna       | Vstup do služby | Poznámka              |
| ------- | ------------------- | -------------- | -------------- | --------------- | --------------------- |
| Barham  | Portsmouth Dockyard | 22. října 1888 | 11. září 1889  | 1890            | Prodán do šrotu 1914. |
| Bellona | Hawthorn, Hebburn   | 1889           | 29. srpna 1890 | 1891            | Prodán do šrotu 1906. |

## Konstrukce
Křižníky nesly šest 120mm kanónů, které doplňovaly čtyři 47mm kanóny, dva kulomety a dva 356mm torpédomety. Pohonný systém tvořilo šest lokomotivních kotlů a dva tříválcové parní stroje s trojnásobnou expanzí o výkonu 3600 ihp, pohánějící dva lodní šrouby. Nejvyšší rychlost dosahovala 16,5 uzlu. Dosah byl 2600 námořních mil při rychlosti 10 uzlů.

### Modernizace
V letech 1898–1899 obadostaly nové vodotrubní kotle, což zvýšilo výkon pohonného systému na 4700 ihp a rychlost na 18 uzlů. Stěžně zůstaly pouze dva.